# Ding Ning
Ding Ning (丁宁S, Dīng NíngP; Daqing, 20 giugno 1990) è una tennistavolista cinese.
Ha vinto quattro medaglie olimpiche nel tennis tavolo, due alle Olimpiadi di Londra 2012, con la medaglia d'oro nel torneo a squadre femminile e la medaglia d'argento nel singolare femminile e due alle Olimpiadi di Rio de Janeiro 2016, la medaglia d'oro nel singolare femminile e la medaglia d'oro nel torneo a squadre femminile.
Nelle sue partecipazioni ai campionati mondiali ha finora conquistato sette medaglie d'oro (singolare nel 2011 e nel 2017, doppio femminile del 2017, squadre nel 2012, 2014 e 2016), cinque medaglie d'argento (a squadre nel 2010 e nel doppio nel 2009, nel 2011, nel 2013 e nel 2015) e tre medaglie di bronzo (nel singolare 2013 e nel 2019 e nel doppio misto nel 2019).
Inoltre ha vinto altri tornei a livello nazionale e asiatico, nonché a livello giovanile.